# Élections législatives allemandes de 1938

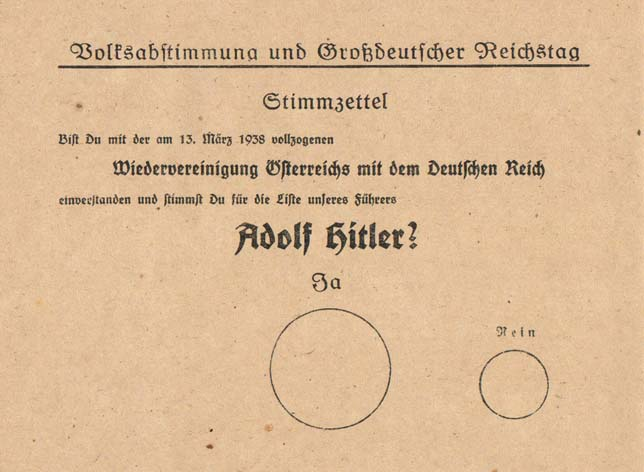
Bulletin de vote de l'élection. Traduction du texte : Approuvez-vous le réunification de l'Autriche avec le Reich allemand réalisée le 13 mars 1938 et votez-vous pour la liste conduite par notre Führer, Adolf Hitler ?. L'électeur avait simplement à tracer une croix dans la case « oui » ou dans la case « non », ce qui déterminait le résultat de l'élection et du référendum.

Les douzièmes élections fédérales allemandes, les dernières organisées par le régime nazi, ont lieu le 10 avril 1938. 

## Contexte
Ce ne sont pas des élections libres.  L'objectif du vote et du référendum est d'obtenir le soutien populaire à l'annexion récente de l'Autriche, ainsi que d'approuver une liste de candidats à la députation issus du parti unique, le NSDAP (ainsi que des candidats officiellement indépendants, dits « invités »). Il y a 814 députés. Le taux de participation aux élections est officiellement de 99,6 %, avec 99,1 % de votes « oui ».
Cette élection du Reichstag, la dernière à l'échelle nationale pendant le régime nazi, a lieu en grande partie pour avoir le soutien officiel de la nouvelle province d'Ostmark (Autriche). Dans cette dernière campagne électorale sous le régime nazi, les 855 candidats du NSDAP et les 10 non-membres « invités », sympathisants du NSDAP, récoltent 97,32 % des voix.
Le nouveau Reichstag, composé de députés issus ou sympathisants du NSDAP, se réunit le 30 janvier 1939 et porte à la présidence de l'Assemblée Hermann Göring, déjà président du précédent Reichstag. Il ne se réunit que sept fois, jusqu'au 26 juillet 1942, avant d'être ajourné jusqu'à la fin de la guerre. Le 25 janvier 1943, le Führer décide que l'élection d'un nouveau Reichstag et la fin de ce mandat doit avoir lieu le 30 janvier 1947, afin de ne pas avoir à tenir d'élections durant la guerre. De facto, en mai 1945, le Reichstag est dissous.

## Résultats
|                           |                                                                  |            |       |      |        |     |  |  |  |
| Parti                     | Parti                                                            | Voix       | %     | +/-  | Sièges | +/- |  |  |  |
|                           | Parti national-socialiste des travailleurs allemands et affiliés | 48 905 004 | 99,08 | 0,28 | 814    | 73  |  |  |  |
| Votes « Contre »          | Votes « Contre »                                                 | 454 952    | 0,92  |      |        |     |  |  |  |
|                           |                                                                  |            |       |      |        |     |  |  |  |
| Votes valides             | Votes valides                                                    | 49 359 956 | 99,85 |      |        |     |  |  |  |
| Votes blancs et invalides | Votes blancs et invalides                                        | 75 667     | 0,15  |      |        |     |  |  |  |
| Total                     | Total                                                            | 49 435 623 | 100   | –    | 814    | 73  |  |  |  |
| Abstentions               | Abstentions                                                      | 198 946    | 0,40  |      |        |     |  |  |  |
| Participation             | Participation                                                    | 49 634 569 | 99,60 |      |        |     |  |  |  |